# Furcifer tuzetae
Espèce
Synonymes
- Chamaeleo tutzetae Brygoo, Bourgat & Domergue, 1972

Statut de conservation UICN

 DD  : Données insuffisantes
Statut CITES
Furcifer tuzetae est une espèce de sauriens de la famille des Chamaeleonidae.

## Répartition
Cette espèce est endémique de la région d'Atsimo-Andrefana à Madagascar.

## Étymologie
Cette espèce est nommée en l'honneur d'Odette Tuzet (1906-1976).

## Publication originale
- Brygoo, Bourgat & Domergue, 1972 : Notes sur les Chamaeleo de Madagascar. C. tuzetae n.sp., nouvelle espèce du Sud-Ouest. Bulletin du Muséum d'histoire naturelle, Paris, ser. 3, vol. 27, n. 21, p. 133-146.